# Rieppeleon kerstenii
Espèce
Synonymes
- Chamaeleon kerstenii Peters, 1868
- Rhampholeon kerstenii (Peters, 1868)
- Rhampholeon robecchii Boulenger, 1891
- Rieppeleon robecchii (Boulenger, 1891)
- Rhampholeon mandera Meek, 1897

Statut de conservation UICN

 LC  : Préoccupation mineure
Rieppeleon kerstenii est une espèce de sauriens de la famille des Chamaeleonidae.

## Répartition
Cette espèce se rencontre dans l'est de la Tanzanie, dans le nord-est du Kenya, en Somalie et en Éthiopie.

## Description
C'est un petit caméléon, atteignant au maximum 8 centimètres. Il est de couleur plutôt terne, gris plus ou moins foncé ou marron-crème, avec parfois de petites lignes sombres. Il a l'apparence d'une feuille morte, avec une forme très arrondie et aplatie latéralement. La queue est courte (2 centimètres au maximum) et fine, mais est préhensile et l'aide à se fixer sur les fines branches basses où il se déplace.
Les femelles sont un peu plus grandes et massives que les mâles. Ces derniers ont une queue un peu plus longue et surtout plus épaisse à la base, correspondant au logement des hémipénis.
Ils ont une durée de vie assez courte, estimée à 3 ans.

## Éthologie
Ce sont des reptiles très lents, peu actifs, qui vivent sur le sol tapissé de feuilles mortes des forêts humides. Ils grimpent parfois sur les plantes mais ne s'aventurent jamais en hauteur.
Ils sont diurnes et chassent des insectes ou autres arthropodes de petite taille et boivent l'eau déposée par la rosée sur les feuilles au sol.
Les femelles sont ovipares et pondent de petits œufs très ovoïdes à même le sol. Ceux-ci incubent durant un peu moins de deux mois en moyenne, ce qui est relativement court par rapport à la plupart des autres caméléons. Les femelles pondent régulièrement durant l'année.

## Taxinomie
Cette espèce était auparavant classée dans le genre Rhampholeon (sous le nom de Rhampholeon kerstenii), mais a été classé dans un genre à part en 2004 avec deux autres espèces.

## Liste des sous-espèces
Selon The Reptile Database (3 septembre 2014) :
- Rieppeleon kerstenii kerstenii (Peters, 1868)
- Rieppeleon kerstenii robecchii (Boulenger, 1891)

## Étymologie
Cette espèce est nommée en l'honneur d'Otto Kersten (1839-1900), un chimiste allemand ayant beaucoup voyagé en Afrique. La sous-espèce Rieppeleon kerstenii robecchii est nommée en l'honneur de Luigi Robecchi Bricchetti.

## Publications originales
- Boulenger, 1892 "1891" : On some Reptiles collected by Sig. L. Bricchetti Robecchi in Somaliland. Annali del Museo civico di storia naturale di Genova, sér. 2, vol. 12, p. 5-15 (texte intégral).
- Peters, 1868 : Über eine neue Nagergattung, Chiropodomys penicullatus, so wie über einige neue oder weniger bekannte Amphibien und Fische. Monatsberichte der Königlich-Preussische Akademie der Wissenschaften zu Berlin, vol. 1868, p. 448-461 (texte intégral).